# Holland America Lijn

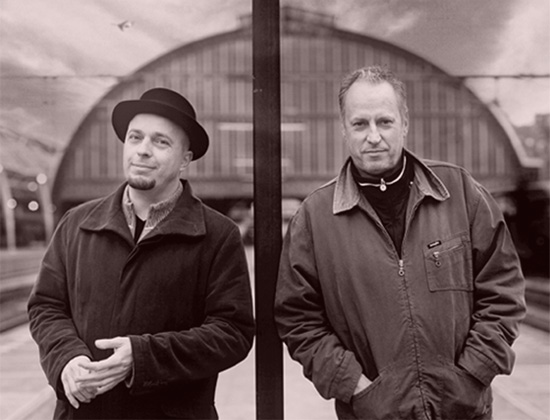
Giesen en Poels ten tijde van hun "HAL"-project.

Holland America Lijn was een muziekproject en is een gelijknamige cd van de Limburgse zanger Jack Poels en voormalig Toontje Lager-bassist Leon Giesen.
Poels en Giesen raakten bevriend toen ze (ieder met hun eigen band) elkaar regelmatig tegenkwamen bij optredens. Giesen, tevens filmmaker, maakte later de bekroonde documentaire Van America helemaal naar Amerika over Rowwen Hèze en Poels werkte mee aan Giesens theatershow Mondo Leone. De twee begonnen in de zomer van 2003 samen nummers te schrijven. Begin 2004 verscheen het album en de daaropvolgende maanden traden ze met hun band in heel Nederland op, vooral in kleine theaters. Het album Holland America Lijn werd gekozen tot Radio 2-cd en het nummer "Praag" was veel op de radio te horen.
In het voorjaar van 2005 werd een vervolg gegeven aan de eerste kleinschalige tour met wederom een serie optredens in kleine theaters. Daarna werd het project voorlopig stilgelegd.
De titel van het project is een variatie op de bekende gelijknamige scheepvaartverbinding. Poels woont nog altijd in het dorpje America, terwijl Giesen inmiddels in Utrecht woont. Het Nederland buiten Limburg wordt door veel Limburgers "Holland" genoemd, vaak met een enigszins negatieve betekenis. Het muziekproject maakte regelmatig heen-en-weer reizen tussen "Holland" en America noodzakelijk.